# 双耳蜑螺
双耳蜑螺（学名：Neritina auriculata），是原始腹足目蜑螺科河蜑螺属的一种。主要分布于台湾，常栖息在河川底石头上。